# Szlomcijon
Szlomcijon (hebr.: שלומציון, ang.: Shlomtzion) – izraelska efemeryczna partia polityczna działająca w latach 70. XX wieku.

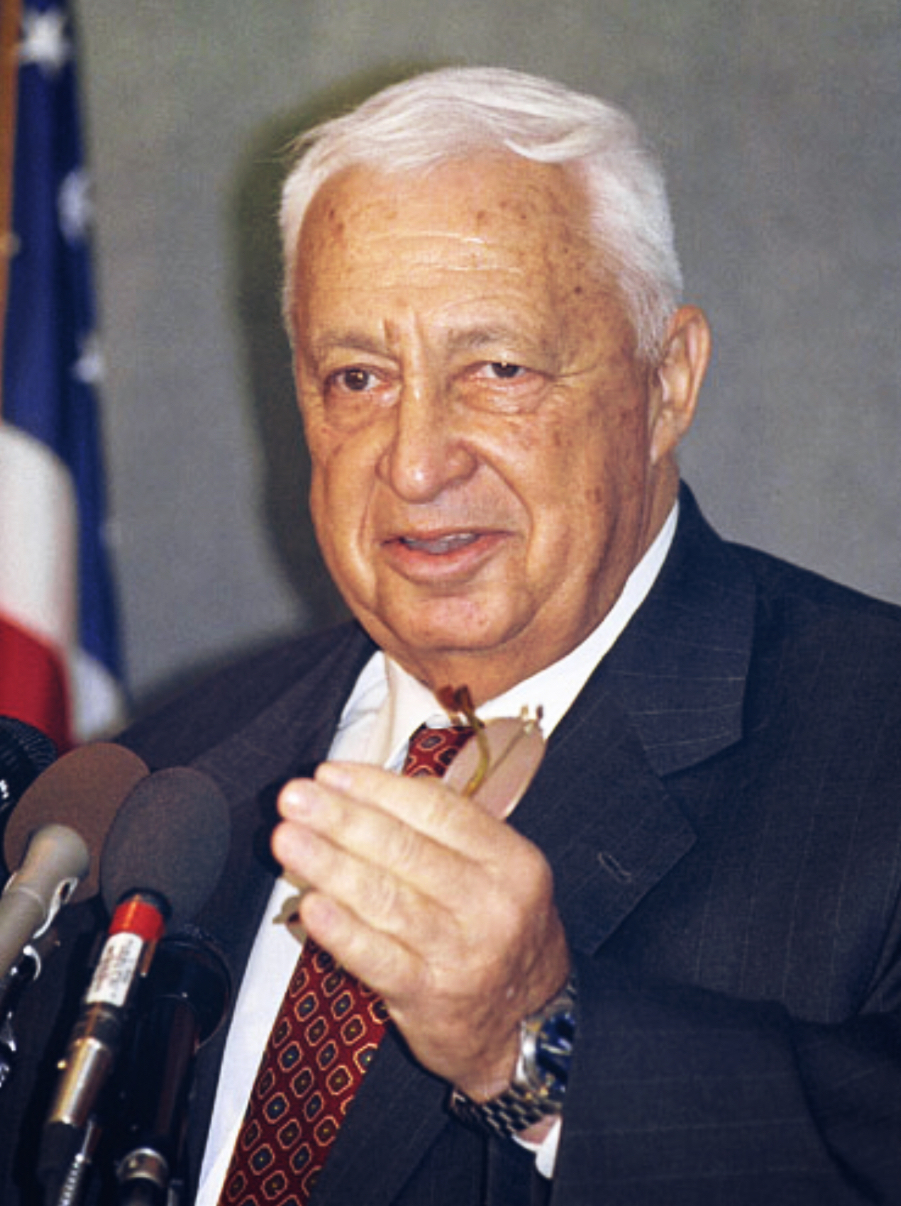
Ariel Szaron

Przed wyborami w 1977 Ariel Szaron, popularny dowódca Sił Obronnych Izraela i przez krótki czas poseł Likudu, założył własną partię Szlomcijon. Ugrupowanie zdobyło 33 947 głosów (1,9%), co przełożyło się na dwa mandaty, które objęli Szaron i Jicchak Jicchaki. Wkrótce po rozpoczęciu kadencji Knesetu – 5 lipca – ugrupowanie przystąpiło do Likudu kończąc działalność jako osobna partia. Szaron wszedł w skład rządu Menachema Begina jako minister rolnictwa. W 1980 Jicchaki opuścił Likud, najpierw zostając posłem niezależnym, a potem tworząc jednoosobową frakcję Jeden Izrael.